# 薪傳歌仔戲劇團
薪傳歌仔戲劇團（英語：Shintrun Taiwanese Opera Troupe），為臺灣歌仔戲演出與推廣的團隊，1989年由文化部文化資產局指定重要傳統藝術歌仔戲保存者廖瓊枝女士所創立，現隸屬於財團法人廖瓊枝歌仔戲文教基金會轄下。

## 簡介
薪傳歌仔戲劇團成立於1989年，廖瓊枝獲得教育部民族藝術薪傳獎後與所指導的研習班學生與大專院校的學生，從事歌仔戲演出與推廣。
薪傳歌仔戲劇團於2000年由學生團員管理經營，但學生團員皆有自己的工作，非專職於戲劇演出:40，於2011年時因廖瓊枝有感歌仔戲業界演員有斷層的情況，重新接掌團務，將劇團轉型成為專業育成平台，系統性培養歌仔戲演員與後場人員。2018年薪傳歌仔戲劇團被財團法人廖瓊枝歌仔戲文教基金會納入轄下，由歌仔戲演員張孟逸接掌團長，並於2021年卸任轉任演出總監，現今劇團團長由財團法人廖瓊枝歌仔戲文教基金會董事長-蔡欣欣兼任(2024.4月~迄今)。

## 戲曲表現與傳承
薪傳歌仔戲劇團以傳承「傳統歌仔戲唱腔與身段」為核心價值，演出劇目上更是將歌仔戲內外臺時期的經典戲齣改編與再製，更嘗試以創作新編劇齣，探索與嘗試傳統戲曲的創作可能。
除了演出外，薪傳歌仔戲劇團也積極從事歌仔戲的教學與推廣，透過培養歌仔戲演員與舉辦推廣活動，傳承與推廣歌仔戲。

## 歷年公演作品
薪傳歌仔戲劇團自創團以來，以廖瓊枝所整理的傳統老戲為演出核心自1991起至1995年以歌仔戲傳統三大齣《山伯英台》、《什細記》、《陳三五娘》為公演文本，於各地巡迴演出；1996年-2010年間，雖劇團非專業經營，但仍有創作：《王寶釧》、《王魁負桂英》、《宋宮秘史》、《五女拜壽》、《黑姑娘》、《烏龍窟》、《鐵面情》、《金華府奇案》、《碧玉簪》、《三個願望》、《望鄉之夜》、《潘金蓮》、《三人五目》、《木蘭辭》、《太陽偏與枝葉無》、《落花空遺恨》、《人鏡人鏡變變變》、《桃李梅》:39-40等作品，後續劇團以此為基礎仍所改編與重製演出。
2012年後演出劇目，除了演出傳統老戲外，還有新編戲的創作，創作劇目有《保生大帝》、《白兔記》(李三娘、《烽火亂世》、《雙槐樹》、《拜月亭》、《花田錯》、《王寶釧》、《俠女英雄傳》、《斬經堂》、《夢斷黑水溝》、《三進士》、《陳世美‧反奸》、《寶蓮燈》、《兩生花劫》、《三藏出世》等作品

## 得獎紀錄
| 年份   | 屆次             | 作品        | 獎項                                    | 結果 |
| ------ | ---------------- | ----------- | --------------------------------------- | ---- |
| 2015年 | 第26屆傳藝金曲獎 | 白兔記      | 張孟逸/年度最佳演員獎                   | 提名 |
| 2016年 | 第27屆傳藝金曲獎 | 李三娘      | 最佳團體年度演出獎                      | 提名 |
| 2017年 | 第28屆傳藝金曲獎 | 王魁負桂英  | 最佳團體年度演出獎                      | 提名 |
| 2017年 | 第28屆傳藝金曲獎 | 王魁負桂英  | 張孟逸/年度最佳演員獎                   | 獲獎 |
| 2017年 | 第28屆傳藝金曲獎 | 李三娘      | 古翊汎/最佳個人表演新秀獎               | 提名 |
| 2018年 | 第29屆傳藝金曲獎 | 俠女英雄傳  | 最佳團體年度演出獎                      | 提名 |
| 2019年 | 第30屆傳藝金曲獎 | 斬經堂      | 陳孟亮/最佳音樂設計獎                   | 提名 |
| 2019年 | 第30屆傳藝金曲獎 | 夢斷黑水溝  | 古翊汎/最佳演員獎                       | 獲獎 |
| 2020年 | 第31屆傳藝金曲獎 | 三進士      | 張孟逸/最佳演員獎                       | 提名 |
| 2021年 | 第32屆傳藝金曲獎 | 昭君‧丹青怨 | 最佳團體年度演出獎                      | 提名 |
| 2021年 | 第32屆傳藝金曲獎 | 昭君‧丹青怨 | 蔡欣欣/最佳編劇獎                       | 提名 |
| 2021年 | 第32屆傳藝金曲獎 | 昭君‧丹青怨 | 周以謙、陳歆翰、郭珍妤 / 最佳音樂設計獎 | 獲獎 |
| 2021年 | 第32屆傳藝金曲獎 | 昭君‧丹青怨 | 江亭瑩/最佳個人表演新秀獎               | 提名 |
| 2021年 | 第32屆傳藝金曲獎 | 昭君‧丹青怨 | 張孟逸/最佳演員獎                       | 提名 |
| 2021年 | 第32屆傳藝金曲獎 |             | 廖瓊枝/特別貢獻獎-戲曲表演類            | 獲獎 |
| 2022年 | 第33屆傳藝金曲獎 | 夢斷黑水溝  | 最佳傳統表演藝術影音出版獎              | 提名 |
| 2022年 | 第33屆傳藝金曲獎 | 望鄉之夜    | 最佳年度作品獎                          | 提名 |
| 2022年 | 第33屆傳藝金曲獎 | 望鄉之夜    | 廖瓊枝、何恃東、王友輝/最佳編劇獎       | 提名 |
| 2022年 | 第33屆傳藝金曲獎 | 望鄉之夜    | 江亭瑩/最佳青年演員獎                   | 提名 |

## 外部連結
薪傳歌仔戲劇團網站 （页面存档备份，存于）